# Feldhausen (Bottrop)
Feldhausen ist ein Stadtteil des heutigen Bottroper Stadtbezirkes Kirchhellen. Bis 1976 war Feldhausen ein Ortsteil der eigenständigen Gemeinde Kirchhellen.

## Lage
Feldhausen liegt im äußersten Nordosten der Stadt Bottrop und grenzt im Süden und Osten an die Stadt Gladbeck, im Norden an die Stadt Dorsten und im Westen an die Kirchhellener Ortsteile und früheren Bauerschaften Ekel und Overhagen.

## Geschichte
Für Feldhausen finden sich früheste Besiedlungsspuren aus der Eisenzeit. Der Fund einer Brand- und Abfallgrube lässt jedenfalls darauf schließen. Im 12. Jahrhundert wurde der „Butenhove“ in Feldhausen erwähnt. Das Xantener Register aus dem 13. Jahrhundert führt 14 Höfe auf, die Feldhausen zuzuordnen sind. Johan von der Becke und seine Frau ließen um 1460/1470 eine Kapelle am Ort erbauen. Die früheste gesicherte Nachricht liefert die Stiftungsurkunde der Vikarie Feldhausen von 1473. Diese Kapelle ist nach mehreren Umbauten heute die Kirche Feldhausen. Um 1600 stiftete das Adelsgeschlecht von der Becke eine Schule in Feldhausen. 1660 wurde die Feldhausener Kapelle zu einer Kirche erweitert und mit einer Empore versehen. In den Jahren 1672–1673 erlitten die Höfe Feldhausen durch Kriegszüge der Franzosen unter Ludwig XIV. schwere Kriegsschäden. 1751 ließ Freiherr von Wenge, zu dieser Zeit Aufsitzer auf Haus Beck, nach dem Plan des Baumeisters Johann Conrad Schlaun die heute noch am Lippweg stehende Liborikapelle erbauen. Im Jahre 1766 wurde ebenfalls nach Plänen Schlauns mit dem Bau des neuen Schlosses Beck begonnen, welcher 1771 vollendet wurde.
1880 wurde die durch Feldhausen führende Eisenbahnstrecke Wanne-Eickel–Winterswijk eröffnet, so bekam der Ort eine Eisenbahnstation. Im Jahre 1881 wurde die Posthilfsstelle im Ort errichtet. 1885 wurde die Kirche im neugotischen Stil erweitert und 1893 erhielt Feldhausen einen eigenen Friedhof. Bis dahin wurden die Verstorbenen auf dem Friedhof in Kirchhellen begraben. 1908 wurde Feldhausen zu einem Pfarrrektorat erhoben. Während des Ruhraufstandes 1921 erlitt die Kirche Brandschäden und eine Scheune im Dorf brannte ab. 1928 wurde das Kriegerdenkmal an der Kapellenstraße erbaut. Das Pfarrrektorat Feldhausen wurde 1938 zu einer eigenständigen Pfarre erhoben, die sie auch bis zur Gemeindefusion mit St. Johannes der Täufer Kirchhellen und Heilige Familie Grafenwald im Jahr 2007 blieb.
Während des Zweiten Weltkrieges wurde am 10. Juni 1940 die Freiwillige Feuerwehr Feldhausen gegründet.
Als der Krieg 1939 begann, zog die Reserve Flakabteilung 382 aus Wien-Schwechat nach Feldhausen und richtete ihren Gefechtsstand in Schloss Beck ein. Bis Dorsten und Dinslaken wurden Flakstellungen aufgegraben. Am 13. März 1945 erfolgte ein Bombenangriff auf den Bahnhof Feldhausen. Der Explosionsdruck einiger Bomben ging auf die ostwärtige Seite der Kirche, den Chor, und verursachte dort große Schäden am einstürzenden Mauerwerk. Am 29. März 1945 überrannte das 134. US Regiment der 35. US-Infanteriedivision die deutsche Flakstellung Overhagener Feld, womit der Krieg für die Bevölkerung in Feldhausen zu Ende ging. Das deutsche Panzerregiment 16 und das Panzergrenadierregiment 60 zogen sich nach Polsum zurück, wo der amerikanische Vorstoss unter Abschuss von gegnerischen Panzern gestoppt wurde.
Der Wiederaufbau der Kirche wurde 1951 vollendet. 1973 feierte die Gemeinde ihr 500-jähriges Bestehen.
1960 wurde die Schule in Feldhausen neugebaut. Im Jahr 1966 erwarb der Kaufmann Karl Kuchenbäcker das verfallene Schloss Beck und restaurierte es. Er errichtete auf dem umliegenden Gelände den heute noch bestehenden Freizeitpark Schloss Beck. 1968 eröffnete in der Nähe des Schlosses der Märchenwald Feldhausen.
Am 1. Juli 1975 wurde Kirchhellen und damit auch Feldhausen mit den Städten Gladbeck und Bottrop zusammengeschlossen (umgangssprachlich Glabotki). Durch ein Gerichtsurteil vom 6. Dezember 1975 wurde dieser Zusammenschluss wieder aufgehoben. Am 1. Juli 1976 wurde Feldhausen durch den Zusammenschluss Kirchhellens mit Bottrop Teil der Stadt Bottrop.
1978 wurde in Feldhausen der Freizeitpark Traumlandpark eröffnet. Auf dem Gelände des Parks befand sich vorher der Märchenwald Feldhausen. Dieser Park wurde nach zwischenzeitlicher Nutzung unter dem Namen „Bavaria Film Park“ im Jahr 1996 als Warner Brothers Movie World neu eröffnet. Heute läuft der Freizeitpark unter dem Namen „Movie Park Germany“

## Die Kirche St. Mariä Himmelfahrt

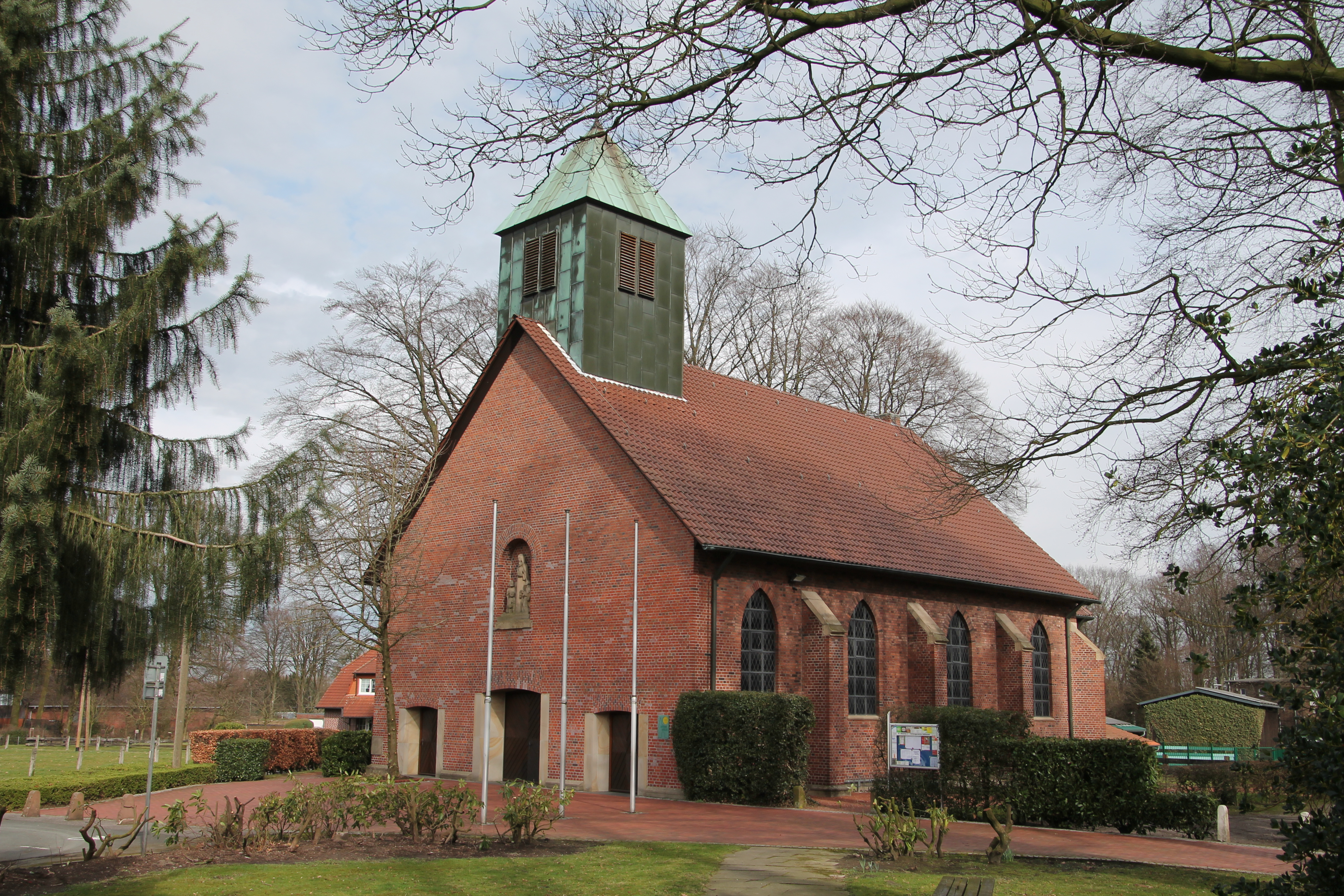
Kirche St. Mariä Himmelfahrt

Die – Johannes Rottmann zufolge – um 1460 erbaute Kirche in Feldhausen erfuhr Erweiterungen um 1660 (durch ein schmales Westjoch von 3,5 Meter Länge) und 1885. Sie trägt das Patronat Mariä Himmelfahrt (Ascensio Sanctae Mariae, 15. August). Ihre Glasmalereien im Chor entstanden um 1485. Durch schwere Kriegsschäden hat sie ihr ursprüngliches Erscheinungsbild verloren. Der Wiederaufbau dauerte von Pfingsten 1950 bis 1951. Das Schiff wurde um 6 Meter auf 30 Meter verlängert. Die Kirche fungierte als Begräbniskapelle der Aufsitzer des Schlosses Beck, anfangs des Geschlechtes von der Beke. Die späteren Erweiterungen des Kirchenraumes abseits des Chores haben das Platzangebot für die Gläubigen vergrößert. Die Kirche steht aufgrund ihres Alters und ihrer Innenausstattung seit 1983 unter Denkmalschutz. Eine 1471 gestiftete Glocke, die seit den 1970er Jahren auf einem Sockel vor der Kirche stand, wurde 2025 gestohlen.

## Weitere Sehenswürdigkeiten
- Schloss Beck (1766–1771 erbaut)
- Kriegerdenkmal (1928 erbaut)
- Fachwerkhäuser rund um die Kirche
- Liborikapelle am Lippweg

## Verkehr
Der Haltepunkt Feldhausen an der Bahnstrecke Winterswijk–Gelsenkirchen-Bismarck wird durch die Linien RE 14 Emscher-Münsterland-Express und RB 43 Emschertal-Bahn mit den Städten Gladbeck, Bottrop, Essen, Herne, Castrop-Rauxel, Dortmund, Dorsten, Borken (Westf) und Coesfeld (Westf) verbunden.
Die Buslinien 188 und 267 des BVR und der Vestischen verkehren von Feldhausen nach Dorsten, Gladbeck, Kirchhellen und Bottrop Stadtmitte.
Bei allen Verbindungen gilt der Tarif des VRR.
| Linie | Verlauf | Takt (Mo–Fr) | Betreiber       |
| ----- | --- | ------------ | --------------- |
| 188   | Dorsten ZOB – Bottrop-Feldhausen – Gladbeck-Zweckel – Gladbeck West Bf – Gladbeck Goetheplatz – Gladbeck Oberhof Weiterfahrt ab Gladbeck Oberhof als Linie 189 nach Bottrop-Boy und Essen-Karnap. | 60 min       | DB Rheinlandbus |
| 267   | Bottrop ZOB Berliner Platz – Stadtwald Herzogstr. – Bottrop-Grafenwald – Kirchhellen Schulze-Delitzsch-Str. – St.-Antonius-Hospital – Feldhausen – Feldhausen Bf – Movie Park                     | 30 min       | Vestische       |